# Mount Letten
Mount Letten ist ein Berg im ostantarktischen Enderbyland. Er ragt 1,5 km südlich des Mount Storer in den Tula Mountains auf.
Kartiert wurde er anhand von Luftaufnahmen, die Teilnehmer einer Mannschaft der Australian National Antarctic Research Expeditions im Jahr 1956 und 1957 anfertigten. Das Antarctic Names Committee of Australia (ANCA) benannte den Berg nach William Herbert Letten (1892–1989), britisches Besatzungsmitglied der RSS Discovery bei der British Australian and New Zealand Antarctic Research Expedition (BANZARE, 1929–1931) unter der Leitung des australischen Polarforschers Douglas Mawson.